# 日葡辞書

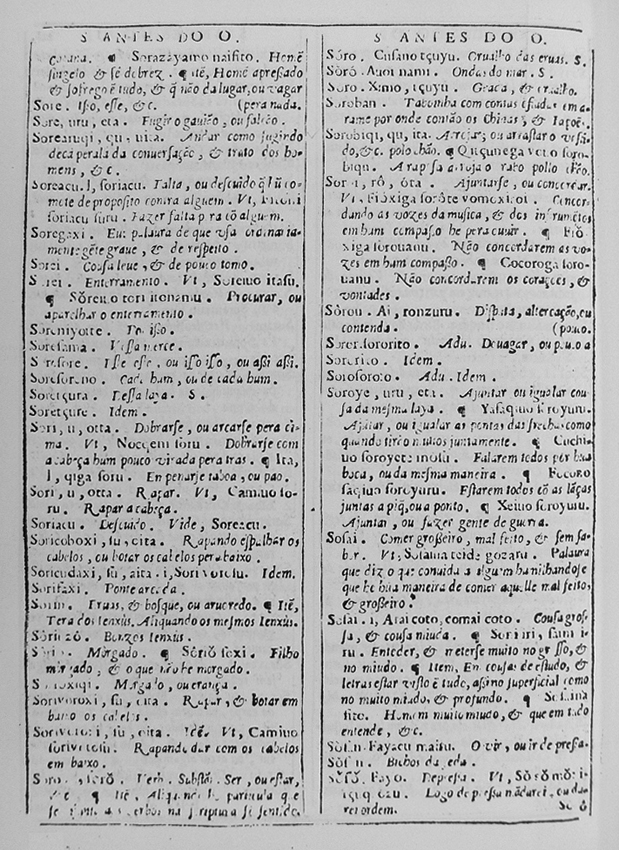
Vocabulario da Lingoa de Iapam

『日葡辞書』（にっぽじしょ、葡: Vocabulário da Língua do Japão）は、キリシタン版の一種で、日本語をポルトガル語で解説した辞典である。イエズス会によって、1603年から1604年にかけて長崎で発行された。ローマ字表記の日本語見出しに対する語釈部分は全てポルトガル語で記述され、約3万2000語を収録している。原書名は "Vocabulario da Lingoa de Iapam com a declaração em Portugues" であり、「ポルトガル語で説明を付けた日本の言語の辞典」を意味する。

## 成立
イエズス会は、日本宣教当初より日本語研究のかたわら文法書や辞書などをまとめていた。1581年には府内コレジオで最初の日葡辞書が作られ、1585年には有馬セミナリオでも作られた。1591年に印刷機が日本に運ばれると、日本国外より来る宣教師が日本語を学習するための文法書や辞書を印刷出版することが決議され、複数の宣教師と日本人同宿が4年以上の歳月をかけて編纂した（ただし、ジョアン・ロドリゲスはこのなかには入っていなかったとされる）。1603年に本編が出版され、1604年には補遺が出版された。
キリシタン弾圧で焼却されるなどしたため現存数は少ないが、オックスフォード大学ボドリアン図書館、ポルトガル・エヴォラ公立図書館、フランス国立図書館、ブラジル国立図書館の4か所で所蔵が確認されている。このほか、フィリピンの首都マニラにあるサントドミンゴ修道院も所蔵しているとされるが、存在は確認されていない。
日葡辞書には印刷上の都合で漢字や仮名は附すことができなかったため、日本で用いられる漢字字書として別途1598年に『落葉集』が出版されていた。
『日葡辞書』に先行するものとしてアンブロージョ・カレピーノのラテン語辞書をもとにした『羅葡日対訳辞書』（1593年）があるが、『日葡辞書』との比較研究は進んでいない。

## 構成
『日葡辞書』には、3万2293語の日本語がポルトガル語式のローマ字で表記され、アルファベット順に配列されている。また、1語ずつ、ポルトガル語によって語義などが解説されている。解説には必要に応じて、方言・文書言葉・話し言葉・女性語・子供言葉・雅語・卑語・仏教語などの注が付してあり、当時の日本語の実相をよく表している。

## 意義
『日葡辞書』からは、室町時代から安土桃山時代における中世日本語の音韻体系、個々の語の発音・意味内容・用法、当時の動植物名、当時よく使用された語句、当時の生活風俗などを知ることができ、第一級の歴史的・文化的・言語学的資料である。
例えば下記の点があり、執筆者らが日常接していた当時の日本人の言葉、生活様式を垣間見ることができる。
- ハ行音が fa fi fu fe fo のように記されていて、現代語とは異なる発音をしていたことがわかる（ポルトガル語や英語などの [f] とは異なる、現代語のファ・フィ・フ・フェ・フォの音に近い、[ɸ] で発音されていたとするのが定説）
- 「せ」と「ぜ」は、［シェ］と［ジェ］のような後部歯茎音で発音していた。
- オ段の長音を ǒ と ô とで書き分けており、開音 [ɔː] と合音 [oː] とが区別されていた。
- 「日本」の読みには、［にほん］（にふぉん）・［にっぽん］・［じっぽん］の3通りがあった。
- 京都は「かみ」（上）、九州は「しも」（下）と呼ばれていた。
- 「侍」は「尊敬すべき貴人」と説明され、「武士」は「軍人」を意味するポルトガル語が与えられて、区別されていた。
- 「進退」は［しんだい］、「人数」は［にんじゅ］、「因縁」は［いんえん］、「抜群」は［ばっくん］と読んでいた。
- 「ろりろり」とは、恐ろしくて落ち着かない様を表す語だった。（これは『広辞苑』が日葡辞書を出典として載せているのでよく知られている。）
- 当時すでに湯豆腐という食品が食べられていた。（ただし、薄い豆腐でかけ汁を添えると説明されており、おぼろ豆腐のようなものか。）
- 当時のポルトガル船の主流だったキャラック（ポルトガル語ではナウ）が、「黒船」と呼ばれていた。

また、当時使われていた中世ポルトガル語の貴重な資料ともされている。

## 翻訳
『日葡辞書』の翻訳本として、次の2つがある。
- スペイン語訳『日西辞書』：  Dictionarium sive thesauri linguae japonicae compendium. ディエゴ・コリャード訳. (1630) [1603]
- フランス語訳『日仏辞書』：  Dictionnaires Japonais Français. レオン・パジェス訳. (1869) [1603]

ポルトガル語部分を現代日本語に翻訳した『邦訳日葡辞書』が1980年に岩波書店より出版され、2019年10月現在、品切れとなっているが、オンデマンド版として注文を受け付けている。